# Ford LTD Crown Victoria
O Ford LTD Crown Victoria foi um carro produzido pela Ford Motor Company entre 1983 e 1991. Foi renomeado como Ford Crown Victoria após 1992. O carro foi muito utilizado pela polícia americana e como táxi ate hoje. O Ford LTD Crown Victoria é um carro capaz de produzir 150 cv de potência. É um automóvel resistente e baste agradável em relação à estética.